# Thomas Flamank
 (avril 2017).
Thomas Flamank (mort le 27 juin 1497) était un des leaders du premier soulèvement cornique en 1497.
Flamank servait comme juriste à Bodmin. Il est le représentant de cette ville au Parlement en 1492.
Mécontent de la politique fiscale du roi Henri VII, il incite la population cornique à se rebeller au printemps 1497. Avec le forgeron Michael An Gof et James Tuchet, 7e Baron Audley, il mène la rébellion dans le Devon et le Kent. Il est cependant défait par le roi à Blackheath le 17 juin. 
Capturé à l'issue de la bataille, il est exécuté avec An Gof par hanged, drawn and quartered le 27 juin à Tower Hill.